# Powiat reszelski

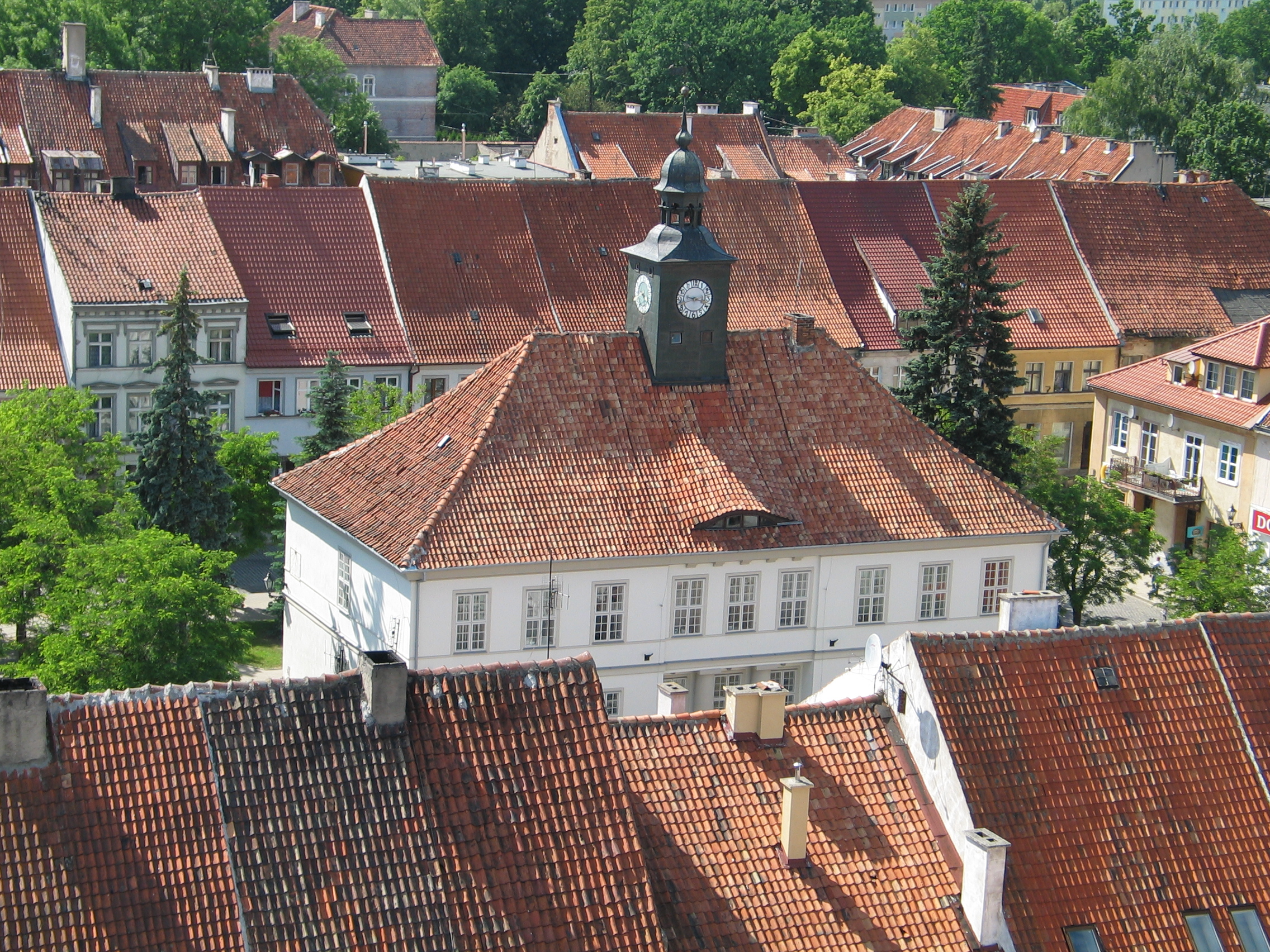
Ratusz w Reszlu

Powiat reszelski – dawny powiat, przejściowo ze stolicą w Reszlu, a następnie przez dłuższy czas w Biskupcu, istniejący od 1818, a na terenie Polski w latach 1945–1958 (de facto o identycznych granicach i z tą samą siedzibą aż do 1975 jako powiat biskupiecki) na terenie obecnych powiatów: olsztyńskiego, kętrzyńskiego i bartoszyckiego (woj. warmińsko-mazurskie).
Powiat reszelski powstał w 1818 roku jako jeden z czterech powiatów (obok braniewskiego, lidzbarskiego i olsztyńskiego) na które podzielono Warmię. W jego skład weszły miasta Biskupiec, Bisztynek, Jeziorany i Reszel. 1 kwietnia 1857 siedzibą powiatu został majątek Bęsia, następnie przejściowo Reszel, a od 8 listopada 1862 Biskupiec. Do 1905 powiat reszelski należał do rejencji królewieckiej, a następnie do nowo powstałej rejencji olsztyńskiej.
Powiat reszelski reaktywowano w 1945 roku po przyłączeniu jego terytorium do Polski jako część tzw. Ziem Odzyskanych. Nazwę powiat reszelski zachowano ze względów historycznych, mimo że jego siedzibą już od ponad 80 lat był Biskupiec.
Według podziału administracyjnego z 1 lipca 1952 roku powiat reszelski składał się z 4 miast oraz 8 gmin i 75 gromad (wsi):
- miasta: Biskupiec, Bisztynek, Jeziorany, Reszel
- gminy: Czerwonka (7 gromad), Franknowo (11), Grzęda (9), Klewno (11), Kolno (8), Lutry (9), Radostowo (8) i Rzeck (8).

5 grudnia 1954 roku w miejsce gmin wprowadzono gromady.
Jednostka o nazwie powiat reszelski istniała do końca 1958 roku. Na mocy rozporządzenia Rady Ministrów z 15 grudnia 1958, powiat reszelski przemianowano na powiat biskupiecki z dniem 1 stycznia 1959. Przyczyną zmiany były dążenia do ustalania nazw powiatów od ich siedzib.
W 1972 zlikwidowano gromady i podstawową jednostką administracji polskiej stała się ponownie gmina. Na mocy uchwały Wojewódzkiej Rady Narodowej w Olsztynie z 6 grudnia 1972 w powiecie biskupieckim utworzono 4 gminy: Biskupiec, Bisztynek, Jeziorany i Kolno, natomiast miasto Reszel z nowo powstałą gminą Reszel przyłączono do powiatu kętrzyńskiego.
Zmodyfikowany powiat biskupiecki (nadal z siedzibą w Biskupcu, ale już bez Reszla) funkcjonował przez kolejne niecałe trzy lata aż do reformy administracyjnej w 1975 roku.
Ani powiatu reszelskiego, ani biskupieckiego nie przywrócono w związku z reformą administracyjną w 1999 roku. Biskupiec wszedł w skład powiatu olsztyńskiego, a Reszel – jak przed 1975 rokiem – powiatu kętrzyńskiego (oba w województwie warmińsko-mazurskim).